# Spencer Burford
Spencer Burford (San Antonio, Texas, 19 de julio de 2000) es un jugador profesional estadounidense de fútbol americano, se desempeña en la posición de offensive tackle en San Francisco 49ers, en la National Football League (NFL).

## Carrera
Fue seleccionado en la cuarta ronda en la Reunión Anual de Selección de Jugadores de la NFL de 2022. Hizo su debut profesional con el equipo San Francisco 49ers, donde lleva jugando dos temporadas.